# 東本德鎮區 (伊利諾伊州尚佩恩縣)
東本德鎮區（英語：East Bend Township）是位於美國伊利諾伊州尚佩恩縣的一個行政鎮區。

## 地方資料
根據2010年美國人口普查的數據，東本德鎮區的面積為93.80平方千米，當中陸地面積為93.40平方千米，而水域面積為0.40平方千米。當地共有人口581人，而人口密度為每平方千米6.19人。